# الحاج بلخير
الحاج بلخير(مواليد 12 مايو1976 بمدينة غليزان)، هو ملاكم جزائري، في وزن 57 كغ ، مثل الجزائر في الألعاب الأولمبية الصيفية.بـأثينا 2004.

## تاريخ
بدأ مزاولة نشاطه الرياضي في فريق الاتحاد الرياضي لمدينة غليزان منذ عام 1990 وأشرف على تدريبه سعيد الوناس
التي كانت بصمته واضحة في صقل موهبة الملاكم في المستقبل وذلك بإحراز العديد من الميداليات الذهبية في المحافل الدولية وكان له شرف تمثيل الجزائر في الألعاب الأولمبية الصيفية.بـأثينا 2004 . وتفتخر غليزان بهذا التمثيل الوحيد في أعلى مستوى دولي .

## إنجازات
|    | المنافسة                       | الدورة | مكان الدورة       | ذهبية | فضية |
| -- | ------------------------------ | ------ | ----------------- | ----- | ---- |
| 01 | الألعاب الأولمبية              | 2004   | أثينا - اليونان   | -     | -    |
| 02 | البحر الأبيض المتوسط           | 2005   | الميريا - إسبانيا | -     | 01   |
| 03 | الألعاب الإفريقية              | 2003   | أبوجا - نيجيريا   | 01    | -    |
| 04 | بطولة إفريقيا للملاكمة أواسط   | 1996   | جزر موريس         | 01    | -    |
| 04 | بطولة إفريقيا للملاكمة أكابر   | 2004   | المغرب            | 01    | -    |
| 05 | الألعاب العربية                | 2004   | الجزائر           | 01    | -    |
| 06 | البطولة الوطنية للملاكمة أواسط |        | الجزائر           | 02    | -    |
| 07 | البطولة الوطنية للملاكمة أكابر |        | الجزائر           | 05    | -    |

ويعد التأهل لألعاب الأولمبية الصيفية.بـأثينا 2004 تتويجا لمسيرته الرياضية إلا أن الحظ خانه لسوء التحضيرات وكذلك إصطدامه مع الخصم الروسي Alekseï Tichtchenko في وزن 57 كغ الذي أزاحه من الدور الأول بـ 37-17 و الذي كان بطلا لدورتين متتاليتين بجدارة وإستحقاق .

## الإعتزال .
بعد مسيرة دامت أكثر من 17 عاما على حلبات الملاكمة وإحرارزه على العديد من الألقاب وتشريفه لمدرسته ومدينته وبلده في المحافل الدولية قرر الإعتزال عام 2007 .'

## روابط خارجية
- الحاج بلخير على موقع أوليمبيديا (الإنجليزية)